# Jujubinus guanchus
Jujubinus guanchus es una especie de molusco gasterópodo marino de la familia Trochidae en el subclase de los Vetigastropoda.
La especie lleva el nombre del pueblo guanche que una vez habitó las Islas Canarias.

## Descripción
La altura del caparazón alcanza los 5 mm.

## Distribución geográfica
Es endémica de las islas Canarias (España).